# King's Counsel

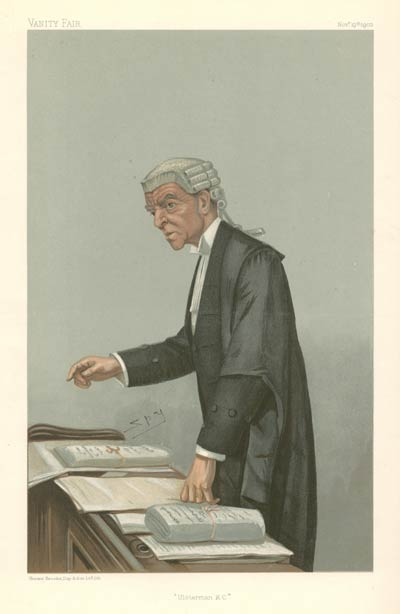
Una caricatura del 1903 del King's Counsel Robert McCall, in abito di corte presso l'Ordine degli Avvocati d'Inghilterra e Galles. A corte, indossa una parrucca corta e le facciole al posto del pizzo al colletto, ma conserva l'abito di seta e il frac di corte indossati nelle occasioni cerimoniali.

Il King's Counsel ("Avvocato del re") o Queen's Counsel ("Avvocato della regina") è un avvocato di alto rango nominato dal monarca (o dal suo rappresentante vicereale) di alcuni reami del Commonwealth come "Consulente esperto in diritto".
La carica ha avuto origine in Inghilterra e Galles. Alcuni paesi del Commonwealth hanno mantenuto la designazione, mentre altri l'hanno abolita o rinominata per eliminare le connotazioni monarchiche, ad esempio "Senior Counsel" o "Senior Advocate".

## Descrizione
Poiché i membri del Consiglio tradizionalmente indossano indumenti di seta, il fatto di acquisire questo status viene familiarmente indicato come "prendere la seta" (taking silk). Un giurista deve servire almeno per dieci anni come barrister e dimostrare di essere eccellente per potere ambire a questo titolo.
All'esterno del Regno Unito, il titolo è anche usato in Canada (non in tutte le province), in Australia (non in tutti gli stati) e in Nuova Zelanda.